# White Rose Falls
Die White Rose Falls sind ein Wasserfall im Westland District in der Region West Coast auf der Südinsel Neuseelands. Er liegt stromaufwärts der Gordon Falls im Lauf des Tui Creek an der Ostflanke des 2079 m hohen McGloin Peak in der Bare Rocky Range der Neuseeländischen Alpen. Seine Fallhöhe beträgt 111 Meter.